# Anton Mauss
Anton Mauss (* 1. März 1868 in Köln; † 13. September 1917 in Wien) war ein österreichischer, römisch-katholischer Priester, Religionslehrer und Journalist. Er war Hauptvertreter des Integralismus in Wien.

## Leben
Sein Theologiestudium betrieb er in Bonn, Fribourg und Breslau, bis er 1894 in das St. Pöltner Priesterseminar übertrat. Dort wurde er 1895 zum Priester geweiht. Nach seelsorglichen Aufgaben in Tulln, Schrems und Zwettl begann er 1898 mit der Arbeit eines Religionslehrers in Wien. 1901 erlaubte ihm die Diözese St. Pölten einen Übertritt in den Klerus der Erzdiözese Wien, wo er bis zu seinem Tod wirkte.

## Österreichs Katholisches Sonntagsblatt
Zusätzlich zu seinen vielfältigen publizistischen Tätigkeiten, etwa als Redakteur des Mariazeller Glöckleins und Verfasser eines geistlichen Gesangbuches, war Mauss Herausgeber von Österreichs Katholischem Sonntagsblatt, das 1910–1915 in Wien erschien. Die Zeitschrift vertrat eine ausgesprochene und selbstbewusste „klerikale“ Position, dabei übte sie scharfe Kritik an liberalen Tendenzen unter österreichischen Katholiken aus. Die Autoren der Zeitschrift förderten eine stärkere Treue zum Papst, vor allem zur Person des Papstes Pius X. und dem von ihm eingeführten Antimodernisteneid. Mauss galt als radikalster Wortführer des Integralismus. Die Zeitung tendierte zu Polemiken gegen Theologen, die von den Herausgebern als Modernisten oder Reformkatholiken verstanden wurden. Typisch für das Feindbild waren Albert Ehrhard und Alfred Loisy sowie liberale Protestanten und Freimaurer. Die Zeitschrift wurde von österreichischen Theologen dafür kritisiert, dass sie eine deutsche bzw. kölnische Perspektive auf das kirchliche Leben in Österreich übertragen wollte, die letztendlich nicht zutraf.
„Mit einer ganz unbegreiflichen Anmaßung“ griff die Zeitschrift auch „die deutschen Katholiken, die Zentrumsfraktion und führende katholische Blätter“ an, klagte die Augsburger Postzeitung unter der Überschrift Die Wiener Inquisition. Die Augsburger Postzeitung stellte fest: „Glücklicherweise hat auch in Österreich das Wiener Hetzblatt keinen großen Einfluss, da seine unrühmliche Tätigkeit ihm dort jeden Boden unter den Füßen zerstören muss. [...] Wir müssen aber aufs lebhafteste die Leser bedauern, die an der Sonntagsheiligung durch diese hasserfüllten Ergüsse blinder Leidenschaft gestört werden.“

## Pastorales Wirken
Mauss war 1900–1917 Kirchenrektor in St. Ruprecht (Wien I.) und Religionslehrer in einer Mädchenschule. Er gründete ein Knaben- und Mädchenhort in Wien-Währing (XVIII. Bezirk) und war engagierter Förderer des Wallfahrtsortes Mariazell.